# Telenomus dimmocki
Telenomus dimmocki är en stekelart som beskrevs av William Harris Ashmead 1898. Telenomus dimmocki ingår i släktet Telenomus och familjen Scelionidae. Inga underarter finns listade i Catalogue of Life.